# Kvalserien till Elitserien i ishockey 1981
Kvalserien till Elitserien i ishockey 1981 spelades för att avgöra vilka lag som skulle få spela i Elitserien 1981/1982. Kvalserien bestod av fyra lag och spelades i sex omgångar. Deltagande lag var Leksand som kommit näst stist i Elitserien och tre lag från Division I. Leksands IF och Timrå IK tog platserna i Elitserien, medan Hammarby IF och HV71 fick spela i Division I följande säsong.

## Slutställning
| Nr | Lag         | S | V | O | F | GM | IM | MS  | P |
| -- | ----------- | - | - | - | - | -- | -- | --- | - |
| 1  | Leksands IF | 6 | 4 | 1 | 1 | 32 | 22 | +10 | 9 |
| 2  | Timrå IK    | 6 | 3 | 0 | 3 | 20 | 16 | +4  | 6 |
| 3  | Hammarby IF | 6 | 2 | 1 | 3 | 20 | 20 | 0   | 5 |
| 4  | HV71        | 6 | 2 | 0 | 4 | 20 | 34 | −14 | 4 |